# Richard Moll
Charles Richard Moll (ur. 13 stycznia 1943 w Pasadenie, zm. 26 października 2023 w Big Bear Lake) – amerykański aktor filmowy, telewizyjny i głosowy. Z powodu swojego wysokiego wzrostu (ponad 2 metry), budowy ciała i niskiego głosu nierzadko grał role złoczyńców.

## Życiorys
Urodził się jako syn Violet Anity Grill, pielęgniarki, i Harry’ego Findleya Molla, adwokata. W wieku 12 lat mierzył 183 cm, aż osiągnął około 2 m i 30 mm. Jako dziecko często odwiedzał rodzinę w Jackson Hole. Uczęszczał na Uniwersytet Kalifornijski w Berkeley i był członkiem bractwa Kappa Alpha Order. 
Podczas studiów występował w sztukach Williama Szekspira, w tym Jak wam się podoba, Ryszard II, Wiele hałasu o nic, Cymbelin, Sen nocy letniej i Burza. W 1967 wystąpił jako Squire Cribbs w przedstawieniu Pijak na scenie w San Francisco. 
Po raz pierwszy trafił na ekran w roli Lewisa w jednym z odcinków sitcomu familijnego CBS Sprawy rodzinne (Family Affair, 1967) – pt. „Zwycięzca rasy” („Best of Breed”) z Sebastianem Cabotem. Jego pierwszą ważną rolą była postać Josepha Smitha w dramacie biograficznym Brigham (1977) na podstawie scenariusza Philipa Yordana o ruchu świętych w dniach ostatnich i życiu prezydenta Kościoła Jezusa Chrystusa Świętych w Dniach Ostatnich Brigham Young. W odcinku sitcomu ABC Happy Days (1979) – pt. „Pogrzeb Fonziego” („Fonzie’s Funeral”) pojawił się w roli gangstera Eugene’a. Od 4 stycznia 1984 do 31 maja 1992 grał rolę Arystotelesa Nostradamusa „Byka” Shannona, komornika sądowego w sitcomie NBC Nocny sąd (Night Court). Był nominowany do Nagrody Saturn w kategorii najlepszy aktor drugoplanowy za rolę Wielkiego Bena w komedii grozy Steve’a Minera Dom (House, 1986) z udziałem Williama Katta i George’a Wendta. Kandydował do roli Gula Dukata w serialu Star Trek: Stacja kosmiczna (1993). W dreszczowcu fantastycznonaukowym Galaxis (1995) z Brigitte Nielsen wystąpił jako czarny charakter Kyla.
Zajmował się także dubbingiem, zazwyczaj używając swojego głębokiego głosu do odgrywania ról złoczyńców w produkcjach animowanych i grach wideo, w tym Dwie Twarze w serialach Batman (1992–1994), The New Batman Adventures (1997–1998) i Batman: Odważni i bezwzględni (2010).
26 listopada 1988 ożenił się z Laurą Class. W 1992 doszło do rozwodu. 24 lipca 1993 zawarł związek małżeński z projektantką mody Susan Brown, z którą miał córkę Chloe i syna Masona. W 2005 rozwiedli się.
Zmarł 26 października 2023 w swoim domu w Big Bear Lake w wieku 80 lat.

## Filmografia

### Filmy
- 1982: Miecz i czarnoksiężnik (The Sword and the Sorcerer) jako Xusia
- 1980: Niekończący się koszmar (Cataclysm) jako James Hanson
- 1986: Dom (House) jako Wielki Ben
- 1989: Więcej czadu (Think Big) jako Thornton
- 1992: Kumple (Sidekicks) jako Horn
- 1993: Strzelając śmiechem (Loaded Weapon 1) jako strażnik więzienny
- 1994: Skoś trawnik tato, a dostaniesz deser (No Dessert, Dad, Til You Mow the Lawn) jako sierżant obozu szkoleniowego
- 1994: Flintstonowie (The Flintstones) jako Hoagie
- 1995: Galaxis jako Kyla
- 1995: Księga baśni (Storybook) jako Woody
- 1996: Szklana klatka (The Glass Cage) jako Ian Dexter
- 1996: Świąteczna gorączka (Jingle All the Way) jako Dementor
- 1996: Klub tajnych agentów (The Secret Agent Club) jako Wrecks
- 1997: Na własne ryzyko (Living In Peril) jako Fritz
- 1997: Małe Kobry: operacja „Dalmatyńczyk” (Little Cobras: Operation Dalmatian) jako lider
- 1997: Kacper II: Początek straszenia (Casper: A Spirited Beginning) jako dyrektor Rabie (głos)
- 1998: Ucieczka z planety Ziemia (The Survivor, Terminal Force II) jako Kyla
- 1998: Okup za czerwonego wodza (The Ransom of Red Chief, TV) jako Filthy McNasty
- 1998: Kacper i Wendy (Casper Meets Wendy) jako Jules
- 1999: Cheerleaderka (But I’m a Cheerleader) jako Larry Morgan-Gordon
- 2001: Straszny film 2 (Scary Movie 2) jako duch piekielnego domu
- 2001: Pająki 2 (Spiders II: Breeding Ground) jako
- 2001: Zawód święty Mikołaj (Call Me Claus, TV) jako Ponury Mikołaj
- 2001: Nie ma jak w domu (No Place Like Home) jako zastępca „Martwego Neda” Nussbaun
- 2001: Ewolucja (Evolution) jako inspektor ds. szkoleń przeciwpożarowych
- 2013: Rekin widmo (Ghost Shark, TV) jako Finch

### Seriale
- 1979: Jak zdobywano Dziki Zachód (How the West Was Won) jako Mose
- 1979: Happy Days jako Eugene
- 1981: Mork i Mindy (Mork & Mindy) jako Baba Gentle
- 1983: Remington Steele jako Pimp
- 1983: Diukowie Hazzardu (The Dukes of Hazzard) jako Milo Beaudry
- 1984: Drużyna A (The A-Team) jako Churlisco
- 1985: Santa Barbara jako Morgan Malone
- 1989–1990: Nie z tego świata (Out of This World) jako Skull Basher, egzaminator prawa jazdy
- 1990: Rodzina Potwornickich (The Munsters Today) jako Gengas Khan
- 1992: Nieśmiertelny (Highlander: The Series) jako Slan Quince
- 1992–1994: Batman jako Harvey Dent / Dwie Twarze, Batkomputer (głos)
- 1994: Na południe (Due South) jako Zaleb Carney
- 1994–1997: Doktor Quinn (Dr. Quinn, Medicine Woman) jako John
- 1995: Słoneczny patrol (Baywatch) jako traper
- 1995: Herkules (Hercules: The Legendary Journeys) jako Cyklop
- 1995: Babilon 5 (Babylon 5) jako Max
- 1996: Dziewczyna z komputera (Weird Science) jako potwór Frankesteina
- 1996: Świat według Bundych (Married... with Children) jako Gino
- 1996: Siódme niebo (7th Heaven) jako Mike „Mutant” Mitchell
- 1996: Superman (Superman: The Animated Series) jako Cesarz Spooj (głos)
- 1996: Freakazoid! jako Vorn Niewypowiedziany (głos)
- 1996: Prawdziwe potwory (Aaahh!!! Real Monsters) jako Duży Króliczek, gangster 1
- 1996–1997: Incredible Hulk jako Abomination (głos)
- 1997: Spider-Man jako Mac Gargan / Scorpion (głos)
- 1997: Sabrina, nastoletnia czarownica (Sabrina, the Teenage Witch) jako sierżant Slater
- 1997–1998: The New Batman Adventures jako Harvey Dent / Dwie Twarze (głos)
- 1998: Krowa i Kurczak (Cow & Chicken) jako prezenter telewizyjny, szef kuchni (głos)
- 1998: Oh Yeah! Cartoons jako Kenny, kierowca
- 1999–2002: 100 dobrych uczynków (100 Deeds for Eddie McDowd) jako włóczęga
- 2002: Liga Sprawiedliwych (Justice League) jako Java (głos)
- 2002: Tajemnice Smallville (Smallville) jako Pan Moore
- 2010: Dowody zbrodni (Cold Case) jako Chuck „French” Jaworski '10
- 2010: Batman: Odważni i bezwzględni (Batman: The Brave and the Bold) jako Harvey Dent / Dwie Twarze, Lew Moxon (głos)
- 2010: Scooby-Doo: Klątwa potwora z głębin jeziora (Scooby-Doo! Curse of the Lake Monster) jako Elmer Uggins
- 2013: Jeden gniewny Charlie (Anger Management) jako Carlos
- 2015: Kirby Buckets jako Pan Bostwick

### Gry wideo
- 1997: Fallout (Fallout: A Post-Nuclear Role-Playing Game) jako Cabbot (głos)
- 2010: Dante’s Inferno jako Śmierć / Król Minos (głos)